# Welber Jardim
Welberlieskott de Halim Jardim (Banjarmasin, Indonesia, 25 de abril de 2007), más conocido como Welber Jardim, es un futbolista indonesio que juega como defensa en el São Paulo F. C. de la Campeonato Brasileño de Serie A.

## Trayectoria
A la edad de cinco años, su familia se trasladó a Brasil, y al parecer pasó tres años en el equipo profesional S. E. Palmeiras antes de unirse al equipo amateur local Centro da Corôa en 2017. Al año siguiente, se incorporó a la cantera del equipo profesional São Paulo F. C., y llegó a ganar las ediciones de 2019 de la Gothia Cup, la Dana Cup y la Madewis Cup, celebradas en Suecia, Dinamarca y Francia, respectivamente.

## Estadísticas

### Clubes
Actualizado al último partido disputado el 14 de noviembre de 2023.
| Club                     | Div.          | Temporada     | Liga  | Liga  | Liga   | Copas nacionales | Copas nacionales | Copas nacionales | Copas internacionales | Copas internacionales | Copas internacionales | Total | Total | Total  |
| Club                     | Div.          | Temporada     | Part. | Goles | Asist. | Part.            | Goles            | Asist.           | Part.                 | Goles                 | Asist.                | Part. | Goles | Asist. |
| ------------------------ | ------------- | ------------- | ----- | ----- | ------ | ---------------- | ---------------- | ---------------- | --------------------- | --------------------- | --------------------- | ----- | ----- | ------ |
| São Paulo F. C. · Brasil | 1.ª           | 2024          | 0     | 0     | 0      | 0                | 0                | 0                | ―                     | ―                     | ―                     | 0     | 0     | 0      |
| São Paulo F. C. · Brasil | Total club    | Total club    | 0     | 0     | 0      | 0                | 0                | 0                | 0                     | 0                     | 0                     | 0     | 0     | 0      |
| Total carrera            | Total carrera | Total carrera | 0     | 0     | 0      | 0                | 0                | 0                | 0                     | 0                     | 0                     | 0     | 0     | 0      |